# Mònica Miró Vinaixa
Mònica Miró Vinaixa   (Barcelona, 1969) és una professora, escriptora, traductora i divulgadora del món clàssic catalana. Ha compilat, traduït i prologat el recull d'epitafis poètics del món romà Perennia (Godall Edicions, 2015), i ha escrit el poemari de haikus i tankes Hybrida (Godall Edicions, 2019). També ha publicat nombrosos estudis sobre llengua i literatura llatina, francesa i catalana.